# Бобришный Угор
Бобришный Угор — ландшафтный памятник природы регионального значения, расположенный на берегу реки Юг на юго-западе от деревни Блудново на территории Никольского района Вологодской области. Природная ценность памятника заключается в живописности пейзажей и возможности регламентированной рекреационной нагрузки. На территории находится мемориальный комплекс поэта А. Я. Яшина.

## История создания
Памятник природы заказник «Бобришный Угор» общей площадью 375 га был выделен в соответствии с Решением исполнительного комитета Вологодского областного совета народных депутатов от 31.08.1989 № 375 «Об утверждении государственных заказников и памятников природы областного значения».
На основании Постановления правительства Вологодской области от 07.12.2012 № 1449 было утверждено положение о памятнике природы «Бобришный Угор» Никольского муниципального района Вологодской области.

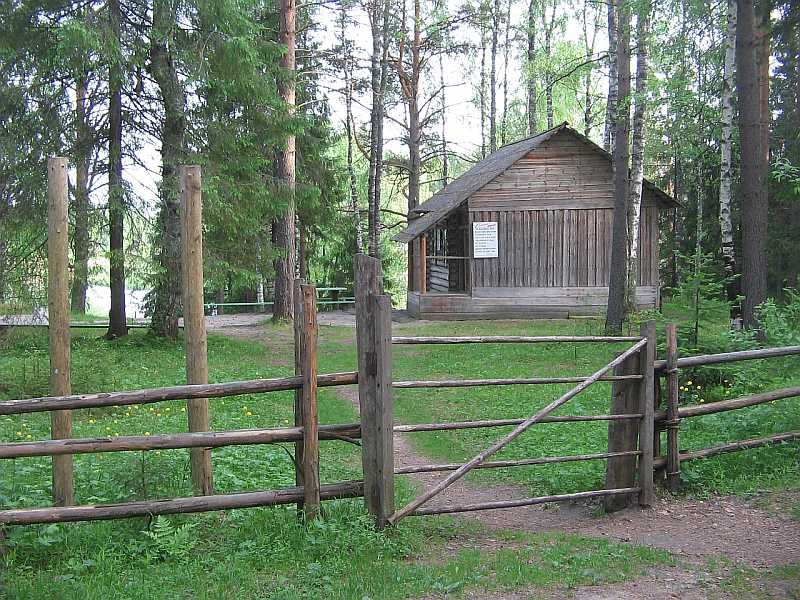
Охотничий дом Яшина

## Расположение и геология
Памятник природы разместился у деревни Блудново в долине реки Юг на землях Краснополянского участкового лесничества в колхозе «Родина».

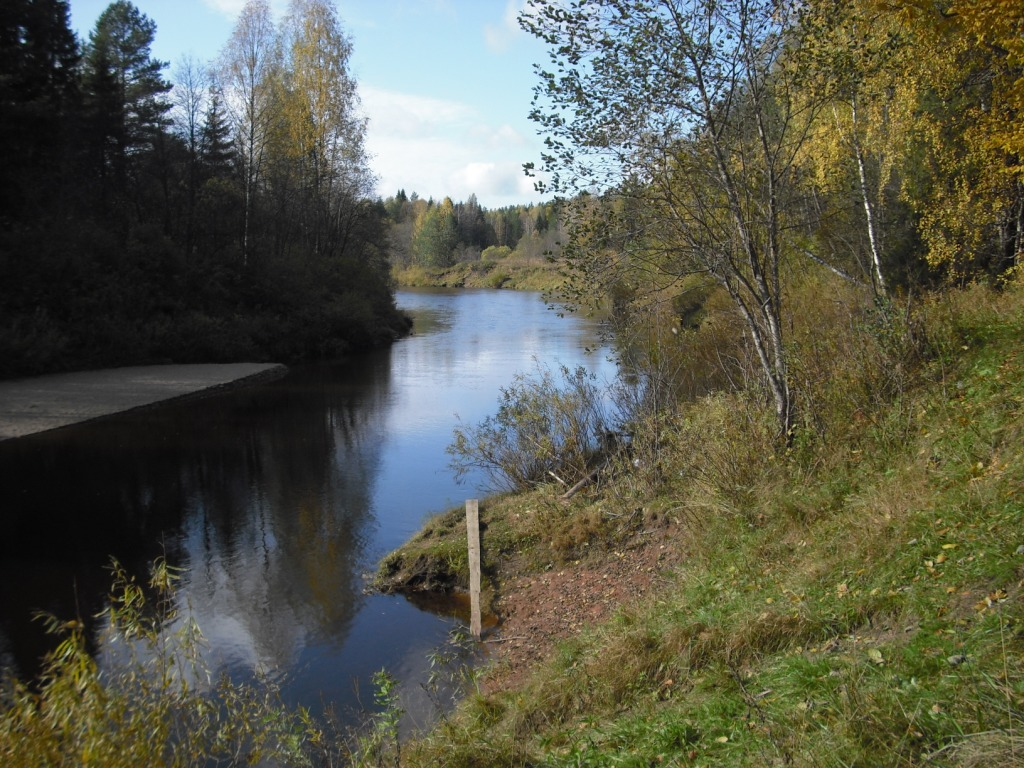
Река Юг

Долина реки находится в древней ложбине стока ледниковых вод. Четвертичные отложения подстилаются первоцветными триасовыми глинами. Их поверхность осложнена валообразными повышениями — гривами, которые прорезает река и образует угоры.
В составе угодий природного заказника в основном преобладают леса, среди которых доминируют зеленомошные брусничные, зеленомошно-лишайниковые и черничные сосняки. Ельники здесь делятся на три группы: черничную зеленомошную, брусничную и травяную сфагнововахтовую. В лесах и лугах зарегистрировано 186 видов растений сосудистых и 18 видов лишайников и мхов. Имеются 25 редких для этой территории видов, шесть из них включены в Красную книгу Вологодской области: малина хмелелистная, осока корневищная, грушанка зеленоцветковая, чина лесная, чина гороховидная, вяз шершавый.
Государственный памятник природы имеет культурно-познавательное, эстетическое и воспитательное значение.

## Мемориальный комплекс А. Я. Яшина
В 1989 году здесь был открыт мемориальный комплекс, который расположился на правом берегу реки Юг на расстоянии полутора километров юго-западнее от деревни Блудново. В мемориальный комплекс входят могила поэта Александра Яшина, который родился в этих местах, его охотничий домик и примыкающий лесной массив. Также установлен памятник поэту.
В 1962 году Яшин построил небольшую избушку, назвав её охотничий домик. В это место, в гости к поэту приезжали многие деятели литературы и искусства: Василий Белов, Фёдор Абрамов и другие.

## Охрана
Задачей выделения памятника природы является сохранение лесных экосистем Верхне-Югского ландшафтного района, мемориального комплекса А. Я. Яшина (Попова) с его охранной зоной.
Охрану памятника осуществляет департамент природных ресурсов и охраны окружающей среды Вологодской области.

## Документы
- Решение исполнительного комитета Вологодского областного совета народных депутатов от 31.08.1989 № 375 «Об утверждении государственных заказников и памятников природы областного значения».
- Постановления правительства Вологодской области от 7.12.2012 № 1449 «Об утверждении положений об особо охраняемых природных территориях областного значения в Никольском районе Вологодской области" (вместе с "Положением об особо охраняемой природной территории областного значения памятнике природы "Геологическое обнажение на реке Шарженьге у деревни Вахнево" в Никольском районе Вологодской области", "Положением об особо охраняемой природной территории областного значения комплексном (ландшафтном) государственном природном заказнике "Бобришный угор" в Никольском районе Вологодской области")».